# Колдуотер (Канзас)
Ко́лдуотер (англ. Coldwater /ˈkoʊldˌwɔtər/) — город и административный центр округа Команче, штата Канзас, США. Согласно переписи 2010 года, население города составляет 828 человек, что на 4,5 % больше показателя 2000 года.

## История
В 1884 году жители округа Харпер G.W. Vickers, Timothy Shields, J.P. Grove, Samuel Sisson, C.M. Cade и C.D. Bickford, решили создать населённый пункт в северной части округа Команче. Они купили участок земли и составили план поселения. Назвать его было решено в честь одноимённого города Колдуотер штата Мичиган. В начале следующего года поселение имело достаточное количество жителей для организации его в город, а 27 февраля 1885 года город получил статус административного центра округа. Управлялся город тремя комиссарамиангл.: Owen Connaughton, George M. Morris и David T. Mclntire; а так же делопроизводителем R.A. Grossman.
В 1887 году компания Atchison, Topeka and Santa Fe Railway провела ветку железной дороги через город Колдуотер. Это событие значительно усилило приток иммигрантов. Это единственная ветка железной дороги в округе.
В 1889 году в Оклахоме была открыта для заселения индейская территория из Нераспределённых земель (большая часть территории шести современных округов: Канейдиан, Кингфишер, Кливленд, Логан, Оклахома, Пейн. В этих земельных гонках приняло участие значительное число фермеров округа Команче, что положило начало депопуляции округа и города Колдуотер в частности.
Тяжелые времена наступили с засухой 1890—1896 годов. Урожаи гибли; снижение численности населения достигло своего апогея. Перепись населения 1900 года показала снижение популяции города за декаду на 45 %. В целом в округе засуха повлияла на перераспределение доминирования с сельского хозяйства на скотоводство. Количество животноводческих хозяйств сильно возросло.

## География
Город Колдуотер расположен в южной части штата Канзас. Город лежит в области Великих равнин, на Среднем Западе США. Территория города состоит из двух частей, соединённых узким перешейком: главная северо-восточная часть и парковая юго-западная часть. Обе части приблизительно равны по площади. В юго-западной части города (парковой) расположено одноимённое озеро Колдуотер (Coldwater Lake). С севера в озеро впадает Кавалерийский ручей (Cavalry Creek), выходит ручей из южной части озера, перекрытой плотиной.

Колдуотер имеет следующие географические координаты: 37°16′10″ с. ш. 99°19′34″ з. д., расположен город на высоте 642 м над уровнем моря.

По данным Бюро переписи населения США 2010 года, город имеет общую площадь 7,72 км2, из которых 6,84 км2 (или 89 %) земли и 0,88 км2 (или 11 %) водной поверхности.

### Климат
Колдуотер лежит в переходной климатической зоне между субтропическим океаническим климатом и Умеренно континентальным климатом. Климат жаркий и влажный летом, и холодный и сухой зимой. Средняя годовая температура составляет +14,2 °C. Температура выше +32 °C подымается в среднем 78 дней в году; ниже 0 °C опускаться в среднем 111 день в году. Город имеет 56 дождливых дней в году. Средний годовой уровень снега составляет 41 см. Суммарный годовой уровень осадков составляет 605 мм. Январь является самым холодным месяцем, июль — самым тёплым, июнь — самым влажным. Самая высокая температура, отмеченная в Колдуотере за весь период наблюдений, +46,1 °C (1954 год), а самая низкая −27,8 °C (1989 год).
| Показатель                                                                 | Янв.  | Фев.  | Март  | Апр.  | Май  | Июнь | Июль | Авг. | Сен. | Окт. | Нояб. | Дек.  | Год   |
| -------------------------------------------------------------------------- | ----- | ----- | ----- | ----- | ---- | ---- | ---- | ---- | ---- | ---- | ----- | ----- | ----- |
| Абсолютный максимум, °C                                                    | 28,9  | 32,2  | 36,7  | 37,8  | 39,4 | 43,9 | 45,6 | 46,1 | 42,2 | 37,8 | 32,2  | 29,4  | 46,1  |
| Средний суточный максимум, °C                                              | 7,5   | 10,6  | 15,8  | 21,6  | 26,1 | 31,4 | 34,7 | 34   | 29,3 | 22,9 | 14,8  | 8,6   | 21,4  |
| Средняя температура, °C                                                    | −0,8  | 3,4   | 8,1   | 14    | 19   | 24,4 | 27,3 | 26,6 | 22   | 15,4 | 7,7   | 2     | 14,2  |
| Средний суточный минимум, °C                                               | −6,1  | −3,9  | 0,4   | 6,3   | 11,9 | 17,3 | 20   | 19,3 | 14,7 | 8    | 0,6   | −4,6  | 7     |
| Абсолютный минимум, °C                                                     | −27,8 | −26,1 | −22,8 | −10,6 | −5,6 | 4,4  | 9,4  | 0,6  | −1,7 | −10  | −17,8 | −27,2 | −27,8 |
| Норма осадков, мм                                                          | 14    | 22    | 35    | 49    | 83   | 96   | 73   | 78   | 59   | 48   | 28    | 20    | 605   |
| Источник: Климат Колдуотера. “Weatherbase”. Дата обращения: 16 марта 2014. |       |       |       |       |      |      |      |      |      |      |       |       |       |

## Население
| Год переписи | Население | Прирост, % |
| ------------ | --------- | ---------- |
| 1890         | 480       | —          |
| 1900         | 263       | -45,2 %▼   |
| 1910         | 684       | 160,1 %▲   |
| 1920         | 1207      | 76,5 %▲    |
| 1930         | 1296      | 7,4 %▲     |
| 1940         | 1214      | -6,3 %▼    |
| 1950         | 1208      | -0,5 %▼    |
| 1960         | 1164      | -3,6 %▼    |
| 1970         | 1016      | -12,7 %▼   |
| 1980         | 989       | -2,7 %▼    |
| 1990         | 939       | -5,1 %▼    |
| 2000         | 792       | -15,7 %▼   |
| 2010         | 828       | 4,5 %▲     |

По данным переписи населения 2010 года население города Колдуотер составляет 828 человек, что составляет 44 % всего населения округа Команче и 0,03 % всего населения Канзаса. По сравнению с 2010 годом, население города увеличилось на 4,5 %. Расовый состав населения города Колдуотер в сравнении с данными по штату Канзас в 2010 году следующий:

| Раса                | Колдуотер | Канзас |
| ------------------- | --------- | ------ |
| Европейцы           | 97,2%     | 87,2%  |
| Африканцы           | 0,1%      | 6,2%   |
| Коренные американцы | 0,2%      | 1,2%   |
| Азиаты              | 0,1%      | 2,6%   |
| Гавайцы и океанийцы | 0,1%      | 0,1%   |
| Смешанные расы      | 1,9%      | 2,7%   |

В городе 380 домохозяйств. Средняя плотность населения составляет 110 человек на км2. Количество жилья — 458 единиц.
Из всех домохозяйств 26,8 % хозяев имеют детей в возрасте до 18 лет, проживающих с ними; 45,5 % состоят в браке; 7,6 % матерей-одиночек; 3,9 % отцов-одиночек; 42,9 % не имеют семьи. В 39,5 % всех домохозяйств проживает один человек, 18,9 % из них в возрасте 65 лет и старше. Средний размер проживающих в одном домохозяйстве 2,12 человека; средний размер одной семьи 2,81 человека.
Средний возраст в городе 46,1 лет. 23,3 % жителей в возрасте до 18 лет; 5,7 % в возрасте от 18 до 24 лет; 19,2 % — от 25 до 44 лет; 26,8 % — от 45 до 64 лет; 25,1 % в возрасте 65 лет и старше. Гендерный состав города: 47,5 % мужчин и 52,5 % женщин.
Около 8,7 % семей и 9,8 % всего населения живут ниже черты бедности, в их числе 8,8 % моложе 18 лет и 8,9 % в возрасте 65 лет и старше.

## Транспорт
Севернее города Колдуотер два шоссе объединяются в одно, и пересекают территорию города с севера на юг:

шоссе США US 160англ. и шоссе США US 183англ..
Город располагает двумя аэропортами:
- Аэропорт округа Команче (Comanche County Airport), код FAA 3K8. Расположен южнее города. Аэропорт используется для авиации общего назначения.
- Аэропорт Старк (Stark Airport), расположен северо-восточнее города. Используется для коммерческих воздушных перевозок.

## Образование
Школы в округе Команче объединены в Единый Школьный Округ (Юго-Центральный USD 300).

Для прохождения обучения от K до 8 класса, дети города должны посещать школу в соседнем городе Протекшинангл.:
- Юго-Центральная Начально-Средняя школа Протекшина.

В самом Колдуотере расположена школа для учеников от 9 до 12 класса:
- Юго-Центральная Старшая Школа Колдуотера.

## Достопримечательности
- Исторический музей округа Команче; адрес — 105 West Main Street.
- Театр Вождя (Национальный реестр исторических мест США); адрес — 122 East Main Street.
- Здание окружного суда округа Команче (Национальный реестр исторических мест США); адрес — 201 South New York Avenue.

## Известные горожане
- Chick Brandom (1887—1958), игрок бейсбола, выступал в Национальной бейсбольной лиги США с 1908 по 1915 года.
- Harold S. Herd (1918—2007), занимавший должности мэра города Колдуотер (1950—1954) и судьи Канзасского Верховного Суда (1979—1993). В годы Второй Мировой войны служил офицером военно-морского флота США.[9]

## Дополнительная информация
- Канзас: Историческая энциклопедия штата. (События, учреждения, промышленность, округа, города, выдающиеся личности) в трёх томах; Френк Блекмар(англ.); Стандартное издание; 1912 год. Том первый, PDF, Том второй, PDF, Том третий, PDF.
- История штата Канзас; Уильям Г. Катлер. Чикаго, 1883 г.